# Vegas Pro
Vegas Pro (dawniej: Sony Vegas Pro, zapis stylizowany: VEGAS Pro) – edytor wideo do montażu nieliniowego, wyprodukowany początkowo przez firmę Sonic Foundry, potem przez japońskie studio Sony Creative Software, a od 2016 roku rozwijany przez niemieckie Magix. Najnowsza wersja programu VEGAS Pro 20  została wydana w sierpniu 2022 roku. Vegas Pro został także wydany w wersji Edit, 365 i Suite.
Program został wykorzystany do realizacji programu ramowego Nightline. Program był także używany przez zwycięzców festiwali filmowych.